# كريستيان ستاندهارنجر
كريستيان ستاندهارنجر (بالألمانية: Christian Standhardinger) مواليد 4 يوليو 1989 في ميونخ، هو لاعب كرة سلة ألماني. بدأ مسيرته الاحترافية في سنة 2006. يلعب مع نادي راستا فشتا لكرة السلة في الدوري الألماني لكرة السلة الدرجة الثانية. يحمل الرقم 34. يبلغ طوله 6 قدم 7 بوصة (2.0 م).

## روابط خارجية
- كريستيان ستاندهارنجر على موقع الاتحاد الدولي لكرة السلة (الإنجليزية)
- كريستيان ستاندهارنجر على موقع fiba3x3.com (الإنجليزية)
- كريستيان ستاندهارنجر على موقع كرة السلة الأوروبية.كوم (الإنجليزية)
- كريستيان ستاندهارنجر على موقع كلية كرة السلة في سبورتس رفرنس.كوم (الإنجليزية)
- كريستيان ستاندهارنجر على موقع ريلجم (الإنجليزية)
- كريستيان ستاندهارنجر على موقع بروبوليرز (الإنجليزية)